# Cataldo Montesanto
Cataldo Montesanto (Cariati, 11 febbraio 1977) è un ex calciatore italiano, di ruolo centrocampista.

## Carriera
Ha disputato 55 partite in Serie B con le maglie di Ascoli e Napoli.

## Palmarès

### Club

#### Competizioni giovanili
- Campionato Primavera: 2

Perugia: 1995-1996, 1996-1997

#### Competizioni nazionali
- Campionato italiano Serie C1: 2

Ascoli: 2001-2002
Napoli: 2005-2006
- Supercoppa di Lega Serie C1: 1

Ascoli: 2002